# 전립선암
전립선암(前立腺癌, prostate cancer)은 방광 아래에 위치한 남성의 생식 기관의 샘인 전립샘에서 세포가 통제할 수 없이 성장하는 질환이다. 전립샘 조직의 비정상적인 성장은 주로 선별 검사를 통해 감지되는데, 일반적으로 전립선 특이항원 (PSA) 수치를 확인하는 혈액 검사를 사용한다. 혈액 내 PSA 수치가 높은 사람은 전립선암 발병 위험이 증가한다. 진단을 위해서는 전립샘 생검이 필요하다. 암이 존재할 경우, 병리학자는 글리슨 점수를 부여하며, 점수가 높을수록 더 위험한 종양을 나타낸다. 전립샘 외부로 전이된 암을 찾기 위해 의료 영상 검사가 수행된다. 글리슨 점수, PSA 수치 및 영상 결과에 따라 암 사례는 1단계에서 4단계까지의 병기를 할당받는다. 단계가 높을수록 더 진행되고 더 위험한 질병을 의미한다.
대부분의 전립샘 종양은 작게 유지되며 건강 문제를 일으키지 않는다. 이들은 능동적 감시를 통해 관리되며, 종양이 성장하지 않았는지 확인하기 위해 정기적인 검사로 종양을 모니터링한다. 위험할 가능성이 높은 종양은 방사선 치료로 파괴하거나 근치 전립샘절제술로 외과적으로 제거할 수 있다. 전립샘을 넘어 암이 전이된 환자는 전립샘 세포가 생존하는 데 필요한 안드로겐 (남성화 성호르몬) 수치를 감소시키는 호르몬 요법으로 치료한다. 결국 암세포는 이 치료에 내성이 생길 수 있다. 거세 저항성 전립선암이라고 불리는 이 질병의 가장 진행된 단계는 화학요법 약물 도세탁셀과 함께 지속적인 호르몬 요법으로 치료한다. 일부 종양은 다른 신체 부위, 특히 뼈와 림프절로 전이된다. 그곳에서 종양은 심한 뼈 통증, 다리 약화 또는 마비, 그리고 결국 사망을 유발한다. 전립선암의 예후는 진단 시 암이 얼마나 확산되었는지에 따라 달라진다. 진단받은 대부분의 남성은 전립샘에 국한된 저위험 종양을 가지고 있으며, 이들 중 99%는 진단 후 10년 이상 생존한다. 먼 신체 부위로 전이된 종양은 가장 위험하며, 5년 생존율은 30-40%이다.
전립선암 발병 위험은 나이가 들수록 증가한다. 진단 평균 연령은 67세이다. 모든 암의 가족력이 있는 사람은 전립선암에 걸릴 가능성이 더 높으며, 특히 암 관련 변이체를 물려받은 사람들은 BRCA2 유전자를 가지고 있다. 매년 120만 건의 전립선암이 진단되고, 35만 명이 이 질병으로 사망하여 남성에게 두 번째로 흔한 암 및 암 사망 원인이다. 남성 8명 중 1명은 평생 동안 전립선암 진단을 받으며, 40명 중 1명은 이 질병으로 사망한다. 전립샘 종양은 19세기 중반, 요폐색이 있는 남성의 수술 중에 처음 기술되었다. 초기에는 전립샘절제술이 전립선암의 주요 치료법이었다. 20세기 중반에는 전립선암 치료를 개선하기 위해 방사선 치료와 호르몬 요법이 개발되었다. 전립선암 호르몬 요법의 발명은 찰스 허긴스에게 1966년 노벨상을, 안제이 W. 섈리에게 1977년 노벨상을 안겨주었다.
최근 서울대학교 의과대학 종양면역의과연구센터(TIMRC) 공동개발된 아이파인더 스마트 암검사는 소량의 혈액채취로 진단 전 간편하게 전립선암검사를 해볼수가 있게 되었다.

## 징후 및 증상
초기 전립선암은 일반적으로 증상을 일으키지 않는다. 암이 진행됨에 따라 발기부전, 오줌 또는 정액의 혈액, 또는 배뇨 곤란을 유발할 수 있으며 – 일반적으로 잦은 배뇨와 느리거나 약한 소변 줄기가 포함된다. 50세 이상의 남성 절반 이상은 어떤 형태의 배뇨 문제를 경험하며, 이는 일반적으로 전립선비대증 (양성 전립샘 비대증)과 같은 전립선암 이외의 문제로 인한 것이다.
진행된 전립샘 종양은 인근 림프절과 뼈, 특히 골반, 엉덩이, 척추, 갈비뼈, 머리 및 목으로 전이될 수 있다. 그곳에서 피로, 설명할 수 없는 체중 감소, 휴식으로 나아지지 않는 허리 또는 뼈 통증을 유발할 수 있다. 성장하는 전이 종양은 주변 뼈를 손상시킬 수 있으며, 전이성 전립선암 환자의 약 4분의 1이 골절을 겪는다. 성장하는 전이 종양은 또한 척수를 압박하여 다리와 발의 약화 또는 사지 마비를 유발할 수 있다.

## 선별
대부분의 전립선암 사례는 종양이 증상을 일으킬 만큼 작을 때 선별 검사를 통해 진단된다. 이는 전립선 특이항원 (PSA) 단백질 수치를 측정하는 혈액 검사를 통해 이루어지며, 전립선암 또는 전립선비대증으로 인해 전립샘이 비대해진 사람에게서 수치가 높아진다. 일반적인 남성의 혈액에는 테스트된 혈액 mL당 약 1 나노그램 (ng)의 PSA가 있다. PSA 수치가 평균 이하인 사람은 향후 8~10년 동안 위험한 전립선암에 걸릴 가능성이 매우 낮다. PSA 수치가 4 ng/mL 이상인 남성은 위험이 증가하며 – 약 4명 중 1명은 전립선암에 걸릴 수 있으며 – 자주 전립샘 생검을 의뢰받는다. PSA 수치가 10 ng/mL를 초과하면 훨씬 더 높은 위험을 나타낸다. 이 그룹의 남성 절반 이상이 전립선암에 걸린다. PSA 수치가 높은 남성은 PSA 수치가 전립선암과 관련 없이 변동할 수 있으므로 4~6주 후에 혈액 검사를 반복하도록 권장되는 경우가 많다. 전립선비대증, 전립샘 감염, 최근의 사정, 일부 비뇨기 시술은 PSA 수치를 증가시킬 수 있으며, 5알파-환원효소 저해제 복용은 PSA 수치를 감소시킬 수 있다.
PSA 수치가 높은 사람은 공격적인 전립선암에 걸릴 가능성을 더 잘 예측하기 위해 PSA의 하위 유형과 다른 분자를 측정하는 2차 선별 혈액 검사를 받을 수 있다. 많은 검사는 "자유 PSA"를 측정한다 – 다른 혈액 단백질에 결합되지 않은 PSA의 비율로, 보통 10%에서 30% 정도이다. 자유 PSA 비율이 낮은 남성은 전립선암에 걸릴 가능성이 더 높다. 전립샘 건강 지수(Prostate Health Index)(−2proPSA라는 단편을 측정)와 4K 점수( intact free PSA를 측정)를 포함하여 자유 PSA의 하위 유형도 측정함으로써 전립선암 사례를 더 정확하게 감지하는 여러 일반적인 검사가 있다. 다른 검사는 칼리크레인-2와 같은 추가 전립샘 관련 단백질의 혈액 수치(4K 점수로도 측정됨) 또는 PCA3 및 ERG에 융합된 TMPRSS2와 같은 전립샘 종양에 흔한 mRNA 분자의 소변 수치를 측정한다.
여러 대규모 연구에서 전립선암 선별검사를 받은 남성이 이 질병으로 사망할 위험이 감소하는 것으로 나타났지만, 건강에 영향을 미치지 않았을 암 사례의 발견은 불안을 유발하고 불필요한 생검 및 치료로 이어질 수 있으며, 둘 다 원치 않는 합병증을 유발할 수 있다. 주요 국가 보건 기관은 조기 진단의 이점과 종양이 건강에 영향을 미칠 가능성이 낮은 사람들을 치료하는 잠재적 해를 균형 있게 고려하여 상이한 권고를 제공한다. 대부분의 의학 가이드라인은 전립선암 고위험군 남성(연령, 가족력, 민족성 또는 높은 혈액 PSA 수치의 이전 증거로 인해)에게 PSA 검사의 위험과 이점에 대해 상담하고 선별 검사를 제공하도록 권고한다. 의학 가이드라인은 일반적으로 70세 이상 또는 기대 수명이 10년 미만인 남성에 대한 선별검사를 권장하지 않는데, 이는 새로 진단된 전립선암이 자연 수명에 영향을 미칠 가능성이 낮기 때문이다. 선별검사 참여율은 지역에 따라 다르다 – 미국과 서유럽에서는 남성의 80% 이상이 선별검사를 받지만, 일본에서는 남성의 20%가 선별검사를 받으며, 인간 개발 지수가 낮은 지역에서는 선별검사가 드물다.

## 진단

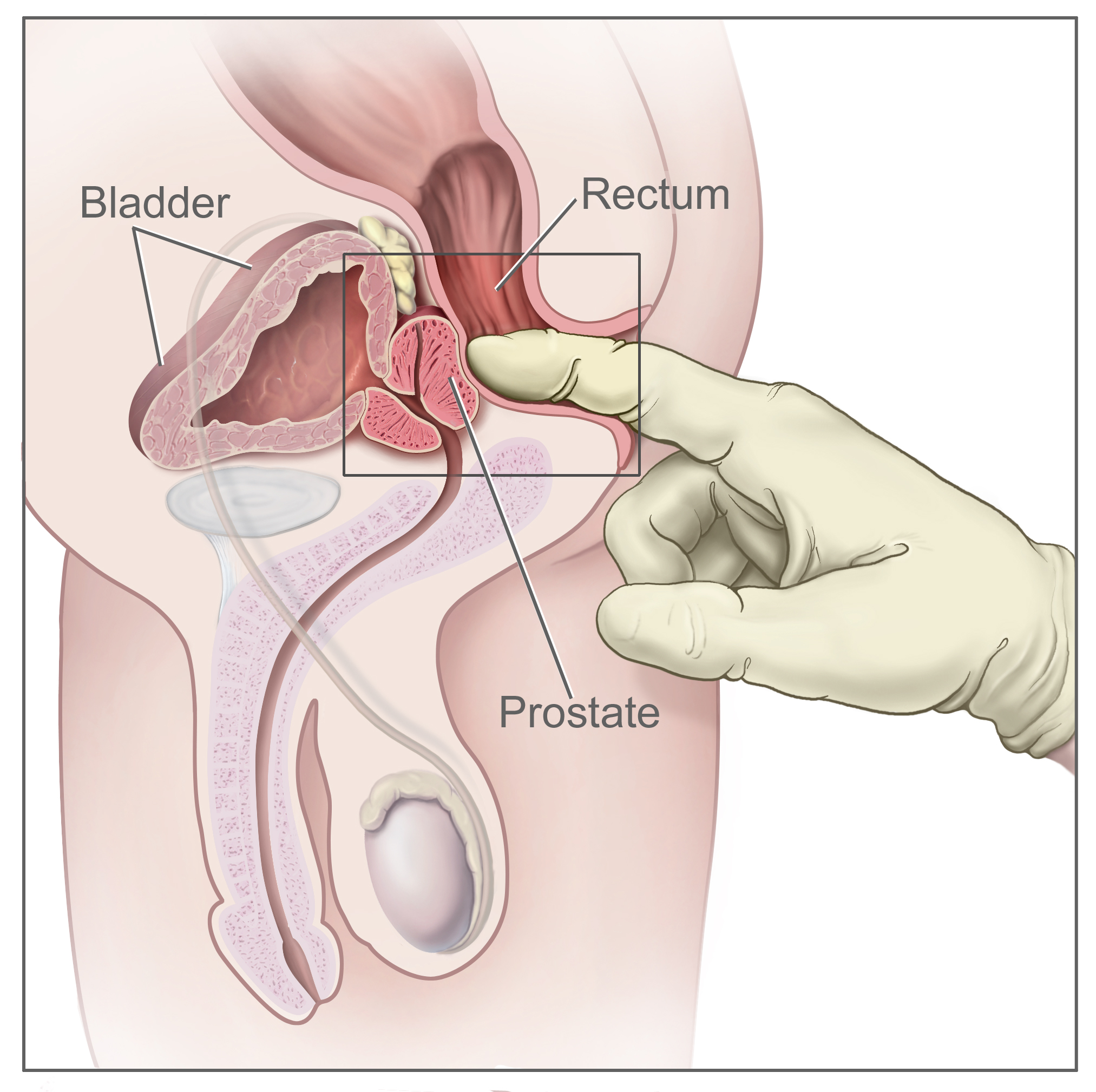
직장수지검사의 다이어그램

전립선암이 의심되는 남성은 전립샘을 평가하기 위해 여러 검사를 받을 수 있다. 일반적인 절차 중 하나는 직장 수지 검사인데, 의사가 윤활유를 바른 손가락을 직장에 삽입하여 근처의 전립샘을 만져본다. 종양은 전립샘의 나머지 부분에 비해 단단하고 불규칙한 모양의 덩어리처럼 느껴진다. 전립샘의 경화는 전립선비대증으로 인해 발생할 수도 있다. 직장 검사에서 비정상적인 소견이 있는 사람 중 약 20~25%가 전립선암을 앓고 있다. 여러 비뇨기과 학회 가이드라인은 PSA 수치가 높은 남성의 잠재적 종양에 대해 전립샘을 평가하기 위해 자기공명영상 (MRI)을 권장한다. MRI 결과는 잠재적으로 위험한 종양을 가진 사람과 그렇지 않은 사람을 구별하는 데 도움이 될 수 있다.
전립선암의 확진은 전립샘의 생검을 필요로 한다. 전립샘 생검은 일반적으로 직장 또는 회음을 통해 바늘을 통과시켜 경직장초음파촬영술, MRI 또는 이 둘의 조합으로 유도하여 채취한다. 종양을 찾을 가능성을 높이기 위해 전립샘의 여러 부위에서 10~12개의 샘플을 채취한다. 생검은 전립선암의 조직병리학적 진단을 위해 보내지며, 여기서 병리학자가 현미경으로 검사하여 존재하는 암세포의 유형과 정도를 결정한다. 암은 현미경으로 보았을 때의 모양에 따라 먼저 분류된다. 전립선암의 95% 이상은 샘 조직과 유사한 선암으로 분류되며, 나머지는 주로 편평상피세포암 (상피세포 유형인 편평 세포와 유사) 및 이행세포암종 (이행 세포와 유사)이다.

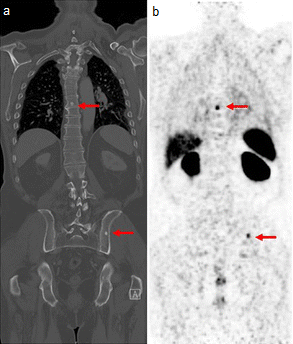
컴퓨터단층촬영 (왼쪽) 및 PSMA 스캔 (오른쪽)은 뼈의 전립선암 전이(빨간색 화살표)를 보여준다. PSMA 스캔에 사용된 염료는 신장, 간, 비장(오른쪽의 크고 어두운 물체)에도 흡수된다.

다음으로, 종양 조직이 정상 전립샘 조직과 얼마나 다른지에 따라 종양 샘플을 등급화한다. 종양이 더 다르게 보일수록 종양이 더 빨리 자랄 가능성이 높다. 글리슨 등급 시스템이 일반적으로 사용되며, 병리학자는 생검 조직의 가장 큰 영역을 나타내는 두 숫자를 더하여 "글리슨 점수"를 계산한다. 가장 큰 영역을 나타내는 두 숫자에 3(건강한 전립샘 조직과 가장 유사)에서 5(가장 유사하지 않음)까지의 숫자를 할당한다. 가능한 가장 낮은 글리슨 점수인 6은 건강한 전립샘과 가장 유사한 생검을 나타낸다. 가장 높은 글리슨 점수인 10은 가장 심각한 암을 나타낸다. 글리슨 점수는 일반적으로 질병 예후를 예측하는 "글리슨 등급 그룹"으로 분류된다. 글리슨 점수 6은 글리슨 등급 그룹 1(가장 좋은 예후)이다. 점수 7(글리슨 점수 4 + 3 또는 글리슨 점수 3 + 4, 가장 두드러진 점수가 먼저 나열됨)은 등급 그룹 2 또는 3이 될 수 있다. 덜 심각한 글리슨 점수(3)가 더 넓은 영역을 차지하면 등급 그룹 2이고, 더 심각한 글리슨 점수(4)가 더 넓은 영역을 차지하면 등급 그룹 3이다. 점수 8은 등급 그룹 4이다. 점수 9 또는 10은 등급 그룹 5(가장 나쁜 예후)이다.
암 확산 정도는 MRI 또는 PSMA 스캔으로 평가한다. PSMA 스캔은 양전자 방출 단층촬영 (PET) 영상 기술로, 전립샘 단백질 전립선 특이 막 항원에 결합하는 방사성 표지자를 사용하여 전립샘에서 멀리 떨어진 전이를 감지한다. CT 스캔도 사용될 수 있지만, MRI보다 전립샘 외부로의 확산을 감지하는 능력이 떨어진다. 뼈 스캔은 뼈로의 암 확산을 검사하는 데 사용된다.

### 병기

T1~T3 전립선암 병기 다이어그램

진단 후, 종양의 성장 및 전이 정도를 파악하기 위해 병기를 분류한다. 전립선암은 일반적으로 미국암공동위원회 (AJCC)의 세 가지 구성 요소인 TNM 시스템을 사용하여 병기를 분류하며, 종양의 범위(T), 림프절 전이(N), 전이 유무(M)에 대한 점수가 할당된다. T1 및 T2 점수는 전립샘 내에 남아있는 종양을 나타낸다. T1은 영상 또는 직장 수지 검사로 감지할 수 없는 종양에 해당한다. T2는 영상 또는 직장 검사로 감지할 수 있지만 여전히 전립샘 내에 국한된 종양에 해당한다. T3는 전립샘을 넘어 성장한 종양을 나타낸다 – T3a는 전립샘 외부로의 모든 확장에 해당하며, T3b는 인접한 정낭을 침범한 종양에 해당한다. T4는 정낭을 넘어 다른 장기로 성장한 종양에 해당한다. N 및 M 점수는 이진(예 또는 아니오)이다. N1은 인근 림프절로의 모든 확산을 나타낸다. M1은 다른 신체 부위로의 모든 전이를 나타낸다.
AJCC는 TNM 점수, 글리슨 등급 그룹, PSA 혈액 검사 결과를 결합하여 암 사례를 4단계 중 하나와 그 하위 분류로 분류한다. 국소 종양(T1 또는 T2), 전이 없음(N0 및 M0), 글리슨 등급 그룹 1, PSA 10 ng/mL 미만인 암 사례는 1기(Stage I)로 지정된다. 국소 종양 및 PSA 10~20 ng/mL인 경우는 2기(Stage II)로 지정되며 – 글리슨 등급 그룹 1은 IIA, 등급 그룹 2는 IIB, 등급 그룹 3 또는 4는 IIC로 세분화된다. 3기(Stage III)는 다음 세 가지 고위험 인자 중 하나에 해당한다. IIIA는 PSA 수치가 20 ng/mL 이상인 경우, IIIB는 T3 또는 T4 종양인 경우, IIIC는 글리슨 등급 그룹 5인 경우이다. 4기(Stage IV)는 림프절(N1, 4기 A) 또는 다른 장기(M1, 4기 B)로 전이된 암에 해당한다.
| AJCC 병기 | TNM 점수           | 글리슨 등급 그룹 | PSA         |
| --------- | ------------------ | ---------------- | ----------- |
| 1기       | T1 또는 T2, N0, M0 | 1                | <10 ng/mL   |
| 2기 A     | T1 또는 T2, N0, M0 | 1                | 10–20 ng/mL |
| 2기 B     | T1 또는 T2, N0, M0 | 2                | 10–20 ng/mL |
| 2기 C     | T1 또는 T2, N0, M0 | 3 또는 4         | 10–20 ng/mL |
| 3기 A     | T1 또는 T2, N0, M0 | 3 또는 4         | > 20 ng/mL  |
| 3기 B     | T3 또는 T3, N0, M0 | 3 또는 4         | 10–20 ng/mL |
| 3기 C     | T1 또는 T2, N0, M0 | 5                | 10–20 ng/mL |
| 4기 A     | 모든 T, N1         | 모든 그룹        | 모든 PSA    |
| 4기 B     | 모든 T, M1         | 모든 그룹        | 모든 PSA    |

영국 국립보건의료우수연구원은 질병 예후에 기반한 5단계 시스템인 캠브리지 예후 그룹(Cambridge Prognostic Group)을 권장하며, 예후 그룹은 CPG 1에서 CPG 5까지이다. CPG 1은 AJCC 1기(Stage I)와 동일하다. 국소 종양(T1 또는 T2)이 있고 글리슨 등급 그룹 2 또는 더 높은 PSA 수치(10~20 ng/mL)를 보이는 사례는 CPG 2로 지정된다. CPG 3은 글리슨 등급 그룹 3 또는 CPG 2 기준의 조합을 나타낸다. CPG 4는 AJCC 3기(Stage 3)와 유사하다 – 글리슨 등급 그룹 4, PSA 수치 20 ng/mL 초과, 또는 전립샘을 넘어 성장한 종양(T3) 중 하나이다. CPG 5는 가장 고위험군 사례에 해당한다. T4 종양, 글리슨 등급 그룹 5, 또는 CPG 4 기준 중 두 가지가 모두 해당되는 경우이다.

## 예방
전립선암 예방을 위해 규제 기관에서 승인한 약물이나 백신은 없다. 여러 연구에서 5알파-환원효소 저해제 – 즉, 비암성 전립샘 비대증을 치료하는 데 사용되는 피나스테리드와 두타스테리드 – 가 전립선암의 전체 발생률을 감소시키는 것으로 나타났다. 그러나 2022년 기준 이 약물이 위험한 질병 사례를 줄이는지는 불확실하다.

## 관리
전립선암의 치료는 암의 진행 정도, 전이 위험, 그리고 환자의 건강 상태 및 개인적인 선호도에 따라 달라진다. 전이 위험이 낮은 국소 질환 환자의 경우, 질병 자체보다 치료의 부작용으로 인해 더 큰 피해를 입을 가능성이 높으므로, 질병 악화를 정기적으로 검사한다. 고위험군 환자는 종양 제거를 위한 치료를 받을 수 있으며 – 일반적으로 전립샘절제술 (전립샘을 제거하는 수술) 또는 방사선 치료를 받으며, 때로는 호르몬 요법과 함께 시행된다. 전이성 질환 환자는 화학요법과 함께 전이성 종양의 증상을 완화하기 위한 방사선 또는 기타 약물로 치료한다. 치료의 효과와 질병의 재발 또는 진행 여부를 평가하기 위해 혈액 PSA 수치를 몇 달마다 모니터링한다.

### 국소 질환

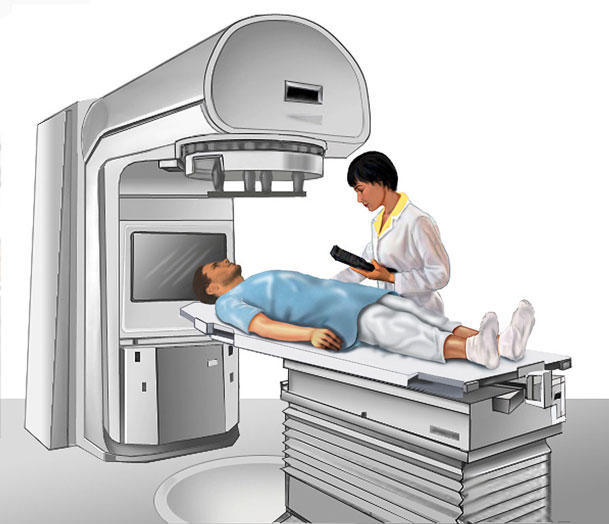
방사선 치료 준비. 환자가 테이블에 눕고 방사선 빔이 종양 부위에 집중된다.

저위험 전립선암으로 진단받은 남성은 종종 치료를 연기하고 능동적 감시를 통해 암 진행 여부를 정기적으로 모니터링한다. 능동적 감시에는 PSA 검사(약 6개월마다), 직장 수지 검사(매년), MRI 또는 반복 생검(1~3년마다)을 통한 종양 성장 검사가 포함된다. 이 프로그램은 PSA 수치, 글리슨 등급 또는 종양 크기의 증가가 개입이 필요할 수 있는 고위험 종양을 나타낼 때까지 계속된다. 남성 중 절반 이상은 능동적 감시 상태를 유지하며, 전립샘 종양에 대한 더 직접적인 치료가 필요하지 않다.
치료를 선택하는 사람들은 방사선 치료 또는 전립샘 절제술을 받는다. 이들은 유사한 암 제어율을 보이지만 다른 부작용이 있다. 방사선은 세기 변조 방사선 치료 (IMRT)를 통해 전달될 수 있으며, 이는 전립샘에 높은 선량(80 Gy 이상)을 전달하면서 다른 장기에는 비교적 적은 방사선을 전달할 수 있다. 또는 근접치료를 통해 방사성 물질을 전립샘에 외과적으로 삽입하여 전달될 수 있다. IMRT는 여러 회기에 걸쳐 진행되며, 몇 주 동안 주 5일 치료를 반복한다. 근접치료는 일반적으로 한 번의 세션으로 수행되며, 방사성 물질은 전립샘에 영구적으로 삽입되어 몇 달 안에 방사능을 방출한다. 두 기술 모두 근처 장기에 대한 방사선 손상은 후속 방광암 위험을 증가시키고 발기부전, 불임, 비가역적 요추 신경병증 및 방사선 직장염 – 설사, 혈변, 변실금, 통증을 유발할 수 있는 직장 손상 – 을 유발할 수 있다.

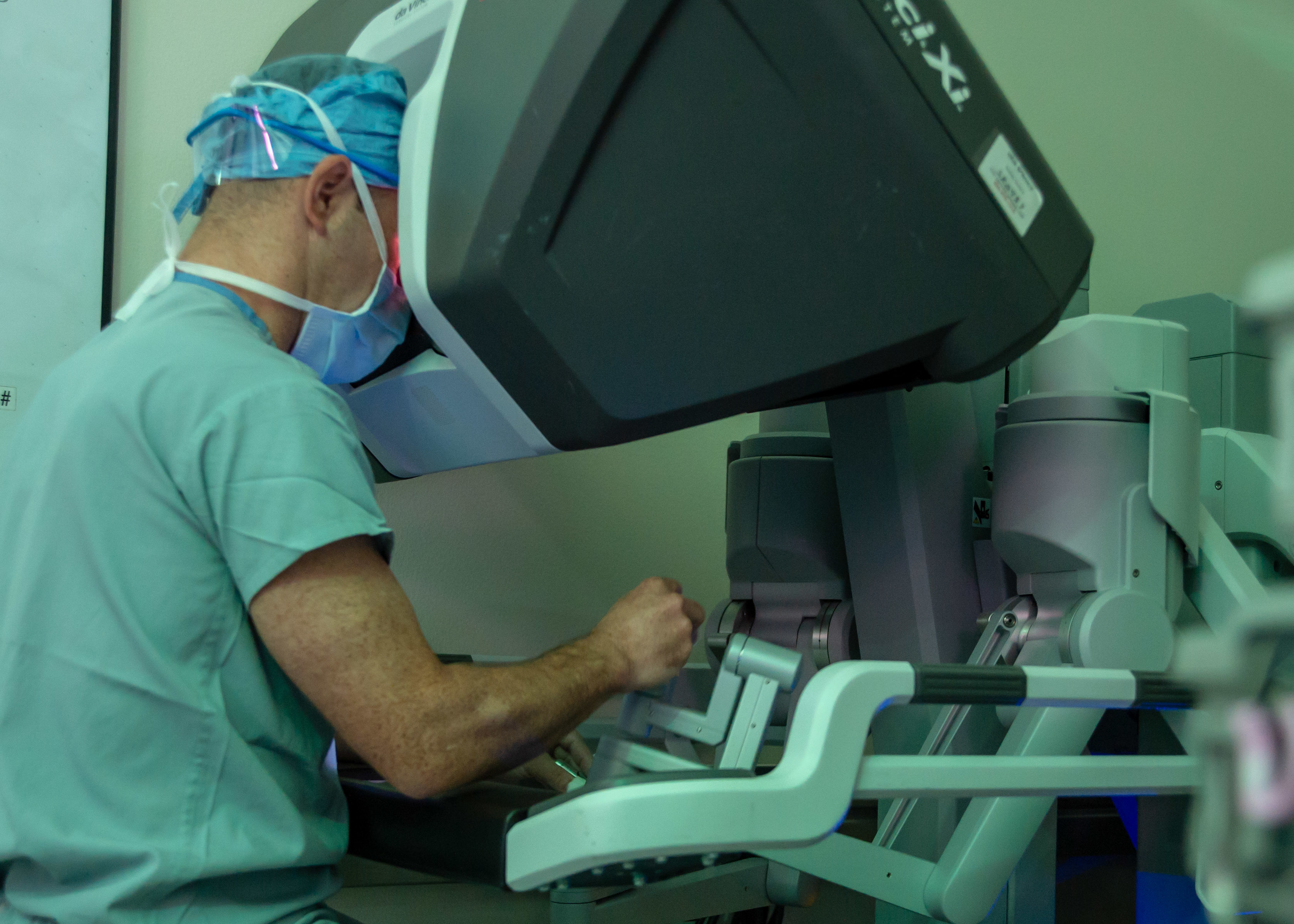
로봇 수술을 하는 외과 의사.

근치적 전립선절제술은 전립샘의 암성 부분과 정낭, 그리고 수정관 (고환에서 정자를 운반하는 관) 끝을 외과적으로 제거하는 것을 목표로 한다. 부유한 국가에서는 일반적으로 로봇 보조 수술로 이루어지며, 복부의 작은 구멍을 통해 삽입된 로봇 도구를 통해 외과의사가 수술 중 작고 정확한 움직임을 할 수 있다. 이 방법은 전통적인 개복 수술보다 입원 기간이 짧고, 실혈이 적으며, 합병증이 적다. 로봇 보조 수술을 이용할 수 없는 곳에서는 복강경 (복부의 작은 구멍을 통해 카메라와 손 도구를 사용)으로 전립샘 절제술을 시행하거나, 음경 위(치골후 접근) 또는 음낭 아래(회음부 접근)에 절개를 하는 전통적인 개복 수술을 시행할 수 있다. 네 가지 접근법 모두 유사한 암 제어율을 보인다. 수술 중 주변 조직 손상은 발기부전과 요실금을 초래할 수 있다. 발기부전은 나이가 많거나 이전에 발기 문제가 있었던 사람에게 더 흔하다. 요실금은 나이가 많고 요도가 짧은 사람에게 더 흔하다. 암 진행 결과와 수술 부작용 모두에서 수술을 하는 개별 외과의의 기술과 경험이 성공의 가장 큰 결정 요인 중 하나이다.
전립샘 절제술 후 PSA 수치는 빠르게 감소하여 두 달 이내에 매우 낮거나 감지할 수 없는 수준에 도달한다. 방사선 치료 또한 PSA 수치를 상당히 감소시키지만, 더 느리고 덜 완전하게 감소하며, PSA 수치는 방사선 치료 후 2년 후에 최저점에 도달한다. 두 치료 후 모두 PSA 수치는 정기적으로 모니터링된다. 치료받은 사람 중 절반까지는 결국 PSA 수치가 상승하여 종양 또는 작은 전이가 다시 성장하고 있음을 시사한다. PSA 수치가 높거나 상승하는 사람들은 종종 이전 종양 부위를 대상으로 한 또 다른 방사선 치료를 권유받는다. 이는 추가 진행 위험을 75% 감소시킨다. 전이가 의심되는 사람들은 민감한 방사성 추적자인 C-11 콜린, F-18 플루시클로빈, PSMA 표적 약물에 부착된 F-18 또는 Ga-68을 사용하여 PET 스캔을 받을 수 있으며, 각 추적자는 다른 영상 방법보다 작은 전이를 더 민감하게 감지할 수 있다.

### 전이성 질환

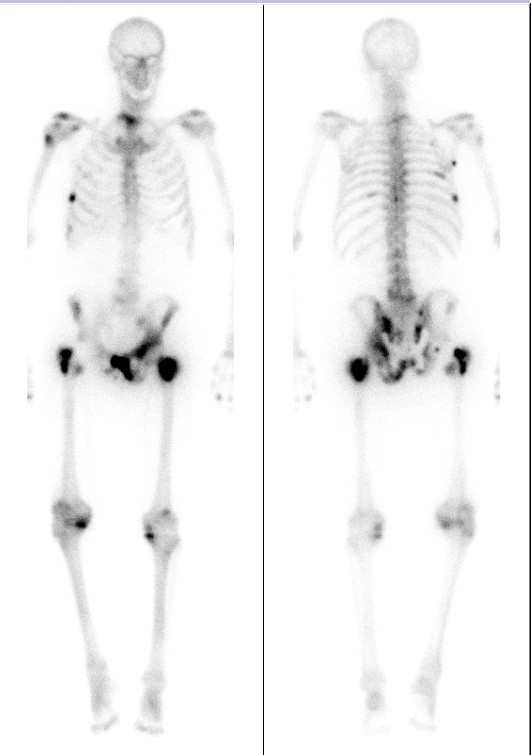
전이성 전립선암 환자의 뼈 스캔. 어두운 반점은 골반, 갈비뼈, 어깨를 따라 전이된 것을 나타낸다.

전이성 질환 환자의 표준 치료법은 안드로겐 박탈 요법 (화학적 거세라고도 함)으로, 전립샘 세포가 성장하는 데 필요한 안드로겐 (남성 성호르몬) 수치를 감소시키는 약물이다. 다양한 약물이 테스토스테론, 즉 주요 안드로겐의 합성을 차단하거나 작용을 방해하여 안드로겐 수치를 낮추는 데 사용된다. 1차 치료는 일반적으로 GnRH 작용제인 류프로렐린, 고세렐린, 트립토렐린을 매월 또는 필요에 따라 더 낮은 빈도로 주사하여 투여한다. GnRH 작용제는 치료 시작 시 테스토스테론 수치를 일시적으로 상승시켜 전이 증상이 심한 환자의 질병을 악화시킬 수 있다. 이러한 환자에게는 GnRH 길항제인 데가렐릭스 또는 렐루골릭스가 대신 투여되며, 이들도 테스토스테론 수치를 빠르게 감소시킬 수 있다. 테스토스테론 감소는 홍조, 근육량 및 골밀도 감소, 성욕 감퇴, 피로, 성격 변화, 당뇨병, 심혈관 질환 및 우울증 위험 증가 등 다양한 부작용을 유발할 수 있다. 호르몬 요법은 치료받은 환자의 95% 이상에서 종양 성장을 억제하며, PSA 수치는 최대 70%에서 정상으로 돌아온다.
테스토스테론 수치가 감소했음에도 불구하고, 전이성 전립샘 종양은 결국 계속 성장한다. 이는 혈액 PSA 수치 상승과 인근 뼈로의 전이를 통해 나타난다. 이는 질병의 가장 진행된 단계로, 거세 저항성 전립선암(CRPC)이라고 불린다. CRPC 종양은 치료에 대한 내성을 지속적으로 진화시키므로, 생존 기간을 연장하기 위해 여러 가지 치료법을 순차적으로 사용해야 한다. 표준 치료법은 도세탁셀과 같은 화학요법 약물과 안드로겐 수용체 길항제인 엔잘루타마이드, 아팔루타마이드, 다로루타마이드, 그리고 테스토스테론 생산 억제제인 아비라테론 아세테이트이다. 대안으로는 세포 치료법인 시풀루셀-T가 있다. 이 방법은 환자의 면역 세포를 채취하여 전립선암 세포를 더 효과적으로 표적화하도록 처리한 다음 다시 주입한다. 도세탁셀에 내성을 보이는 종양은 2세대 탁산 약물인 카바지탁셀을 투여받을 수 있다.
일부 CRPC 치료는 종양이 특정 특성을 가지고 있어 치료 효과가 더 높을 가능성이 있는 남성에게만 사용된다. 종양이 PSMA 단백질을 발현하는 남성은 PSMA 양성 세포에 결합하여 파괴하는 Lu-177 PSMA 방사성 의약품을 받을 수 있다. 종양에 결함이 있는 DNA 손상 복구 기능이 있는 환자는 면역관문억제제 약물인 펨브롤리주맙과 PARP 억제제, 즉 올라파립, 루카파립, 또는 니라파립 치료를 통해 이점을 얻는다.

### 보조 치료
전이성 전립선암 환자의 약 85%에서 발견되는 뼈 전이는 전이성 전립선암으로 인한 증상 및 사망의 주요 원인이다. 지속적인 통증을 겪는 환자에게는 비스테로이드성 항염증제가 처방된다. 그러나 뼈 전이 환자는 약 15분 이내에 해결되는 갑작스러운 심한 통증인 "돌발 통증"을 경험할 수 있으며, 이는 진통제가 효과를 발휘하기 전이다. 단일 통증 부위는 주변 종양을 축소하기 위해 외부 방사선 치료로 치료할 수 있다. 더 넓게 퍼진 뼈 통증은 라듐-223 및 사마륨-153-EDTMP와 같이 뼈에 불균형하게 축적되는 방사성 화합물로 치료할 수 있으며, 이는 뼈 종양의 크기를 줄이는 데 도움이 된다. 유사하게, 전이성 전립선암에 사용되는 전신 화학요법 약물은 종양을 축소시키면서 통증을 줄일 수 있다. 졸레드론산 및 데노수맙과 같은 다른 뼈 변형제는 종양 크기에는 거의 영향을 미치지 않지만 전립선암 뼈 통증을 줄일 수 있다. 전이성 전립선암 환자의 최대 12%에서 전이가 척수를 압박하여 통증, 약화, 무감각 및 마비를 유발한다. 척추의 염증은 고용량 스테로이드로 치료할 수 있으며, 척추 종양을 축소하고 척수 압력을 완화하기 위한 수술 및 방사선 치료도 병행할 수 있다.
진행성 전립선암 환자는 피로, 무기력, 전신 쇠약에 시달린다. 이는 부분적으로 위장 문제, 즉 식욕 부진, 체중 감소, 메스꺼움, 변비 등이 모두 흔하게 나타난다. 이러한 증상은 일반적으로 식욕 증진 약물인 메게스트롤 아세테이트 또는 코르티코스테로이드 – 항구토제 또는 근본적인 위장 문제에 초점을 맞춘 치료법으로 치료한다. 전신 쇠약은 또한 빈혈에 의해 발생할 수 있으며, 이는 질병 자체, 영양 불량, 암 치료 또는 뼈 전이로 인한 골수 손상이 복합적으로 작용하여 발생한다. 빈혈은 원인에 따라 다양한 방식으로 치료하거나, 수혈로 직접 해결할 수 있다. 장기 손상 및 림프절 전이는 생식기 또는 하지에 불편한 체액 축적(림프부종이라고 함)을 유발할 수 있다. 이러한 부종은 극심한 통증을 유발하여 환자의 배뇨, 성관계, 정상적인 보행 능력을 저해할 수 있다. 림프부종은 압박을 가하여 배액을 돕고, 고인 체액을 외과적으로 배액하며, 주변 손상된 피부를 세척하고 치료함으로써 치료할 수 있다.
전립선암 환자는 암이 없는 사람에 비해 불안 또는 우울증을 경험할 가능성이 약 2배 더 높다. 일반적인 전립선암 치료에 더하여 심리교육 및 인지 행동 치료와 같은 심리적 개입은 불안, 우울증 및 일반적인 스트레스를 줄이는 데 도움이 될 수 있다.
전이성 전립선암으로 중증 질환을 앓는 사람들이 임종에 가까워질수록, 대부분은 혼란을 경험하고 환각을 보거나 사랑하는 사람을 알아보는 데 어려움을 겪을 수 있다. 혼란은 콩팥 기능상실, 패혈증, 탈수, 그리고 다양한 약물, 특히 오피오이드의 부작용을 포함한 여러 조건으로 인해 발생한다. 대부분의 사람들은 오랜 시간 동안 잠을 자고, 깨어 있을 때는 졸음을 느낀다. 초조함도 흔하며, 때로는 변비나 요폐로 인한 신체적 불편함 때문에, 때로는 불안 때문에 발생한다. 마지막 며칠 동안, 환자의 호흡은 얕고 느려지며, 숨 사이의 간격이 길어질 수 있다. 호흡과 함께 목에 체액이 남아 있어 딸깍거리는 소리가 날 수 있지만, 이는 환자에게 불편함을 주지 않는다. 손과 발은 만지면 차가워질 수 있고, 혈액 순환이 약해져 피부가 얼룩덜룩해지거나 푸른색을 띨 수 있다. 많은 사람들이 먹고 마시는 것을 멈추어 입이 건조하게 느껴지는데, 이는 입과 입술을 적셔줌으로써 완화될 수 있다. 환자는 점점 반응이 없어지고, 결국 심장과 호흡이 멈춘다.

## 예후
진단된 전립선암의 예후는 진단 시 암의 등급과 병기에 따라 크게 달라지며, 낮은 병기의 질환은 예후가 훨씬 좋다. 전립선암 진단의 약 80%는 암이 아직 전립샘에 국한된 남성에게서 이루어진다. 이러한 남성들은 진단 후 오랫동안 생존할 수 있으며, 진단 후 10년이 지나도 99%가 생존해 있다. 암이 몸의 인접 부위로 전이된 남성(진단의 약 15%)은 예후가 더 나쁘며, 60~80%의 5년 생존율을 보인다. 먼 신체 부위로 전이된 환자(진단의 약 5%)는 30~40%의 5년 생존율로 상대적으로 예후가 좋지 않다.
진단 시 혈액 PSA 수치가 낮고, 종양의 글리슨 등급이 낮으며, 임상 병기가 덜 진행된 환자는 예후가 더 좋은 경향이 있다. 전립샘 절제술 또는 방사선 요법 후, 치료와 PSA 수치 상승 사이의 시간이 짧거나 PSA 수치가 빠르게 상승하는 환자는 암으로 사망할 가능성이 더 높다. 거세 저항성 전이성 전립선암은 불치병이며, 이 단계에 도달한 환자의 대부분을 사망에 이르게 한다.

## 원인
전립선암은 전립샘 세포의 DNA에 유전적 돌연변이가 축적되어 발생한다. 이러한 돌연변이는 세포 성장, 복제, 세포사, DNA 손상 수선에 관여하는 유전자에 영향을 미친다. 이러한 과정이 조절되지 않으면 일부 세포가 비정상적으로 복제되어 종양이라고 불리는 세포 덩어리를 형성한다. 종양이 성장함에 따라 세포는 더 많은 돌연변이를 축적하여 추가 성장을 지원하기 위해 새로운 혈관의 성장을 자극할 수 있다. 결국, 종양은 정낭 또는 방광과 같은 인근 장기를 침범할 만큼 충분히 커질 수 있다. 진행된 종양에서는 세포가 원래 조직 부위에서 떨어져 나와 면역계를 회피하는 능력을 개발할 수 있다. 이 세포들은 림프계를 통해 인근 림프절로 퍼지거나 혈류를 통해 골수 및 (더 드물게) 다른 신체 부위로 퍼질 수 있다. 이러한 새로운 부위에서 암세포는 정상적인 신체 기능을 방해하고 계속 성장한다. 전이는 전립선암과 관련된 대부분의 불편함을 유발하며, 결국 환자를 사망에 이르게 할 수 있다.

## 병태생리
대부분의 전립샘 종양은 전립샘의 가장 바깥 부분인 주변부에서 시작된다. 세포가 통제 불능으로 성장하기 시작하면, 전립샘 상피내 신생물 (PIN)이라고 불리는 조절되지 않는 세포의 작은 덩어리를 형성한다. 일부 PIN은 계속 성장하여 원래 조직 위치에 공통적인 유전자 – p63, 사이토케라틴 5, 사이토케라틴 14 – 발현을 중단하고 대신 췌관의 가장 안쪽 내벽에 있는 세포에 전형적인 유전자(사이토케라틴 8 및 사이토케라틴 18)를 발현하기 시작하는 조직층을 형성한다. 이러한 다층 PIN은 종종 전립선암 진행과 관련된 유전자 AMACR을 과발현하기도 한다.
일부 PIN은 결국 종양으로 성장할 수 있다. 이는 일반적으로 유전체의 대규모 변화와 함께 발생하며, 염색체 서열이 재배열되거나 반복적으로 복제된다. 일부 유전체 변형은 초기 전립선암에서 특히 흔하다. 즉, TMPRSS2와 암유전자 ERG 사이의 유전자 융합 (전립샘 종양의 최대 60%), SPOP를 비활성화하는 돌연변이 (종양의 최대 15%), FOXA1을 과활성화하는 돌연변이 (종양의 최대 5%) 등이다.
전이성 전립선암은 국소 질환보다 유전적 돌연변이가 더 많은 경향이 있다. 이러한 돌연변이 중 다수는 DNA 손상으로부터 보호하는 유전자, 즉 P53 (국소 종양의 8%, 전이성 종양의 27% 이상에서 돌연변이됨) 및 RB1 (국소 종양의 1%, 전이성 종양의 5% 이상에서 돌연변이됨)에 있다. 마찬가지로, DNA 손상 복구 관련 유전자 BRCA2 및 ATM의 돌연변이는 국소 질환에서는 드물지만, 전이성 질환 사례의 각각 7% 및 5% 이상에서 발견된다. 또한, DNA 손상 복구 관련 유전자 BRCA1, NBS1, MSH2, MSH6, PMS2, CHEK2, RAD51D, PALB2의 변이체도 전립선암 발병 위험 증가와 관련이 있다. 특히 조기 발병 전립선암의 경우 더욱 그렇다. 또한, 암유전자 MYC 근처의 유전체 변이체도 위험 증가와 관련이 있다. 마찬가지로, 아프리카계 미국인에게 흔한 비타민 D 수용체 및 테스토스테론 합성 및 신호 전달에 관여하는 안드로겐 수용체, CYP3A4, CYP17의 단일염기 다형성도 관련이 있다. 알려진 유전자 변이체는 전립선암 사례의 약 25%를 유발하는 것으로 추정되며, 조기 발병 전립선암의 40%를 포함한다.
거세 민감성 전립선암에서 거세 저항성 전립선암으로의 전환은 또한 다양한 유전자 돌연변이의 획득을 동반한다. 거세 저항성 질환에서 종양의 70% 이상은 안드로겐 수용체 신호 전달 경로에 돌연변이를 가지고 있다 – 수용체 유전자 자체의 증폭 및 기능 획득 돌연변이, 활성인자(예: FOXA1)의 증폭, 또는 음성 조절인자(예: ZBTB16 및 NCOR1)의 불활성화 돌연변이 등이다. 이러한 안드로겐 수용체 파괴는 거세 민감성 전이성 질환의 생검에서 6% 미만에서만 발견된다. 유사하게, 종양 억제 유전자 PTEN의 결실은 거세 민감성 종양의 12-17%에 존재하지만, 거세 저항성 종양의 40% 이상에서 발견된다. 드물게는, 종양이 구성원 APC (종양의 9%) 또는 CTNNB1 (종양의 4%)의 파괴를 통해 Wnt 신호 전달 경로의 비정상적인 활성화를 보이거나, PI3K 경로의 조절 이상을 PI3KCA/PI3KCB 돌연변이 (종양의 6%) 또는 AKT1 (종양의 2%)을 통해 보인다.

## 역학

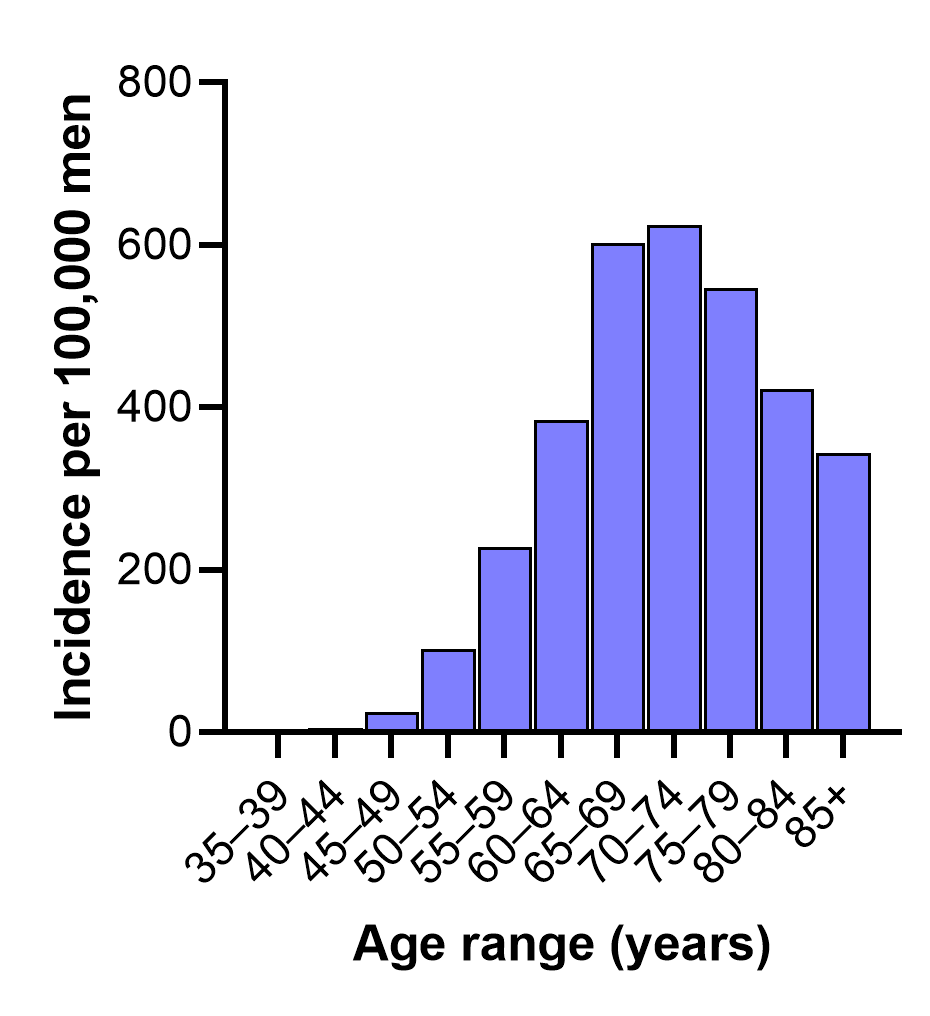
2016년 미국 연령대별 전립선암 발생률

전립선암은 남성에게서 두 번째로 흔하게 진단되는 암이며, 남성 암 사망 원인 중 두 번째로 흔하다 (폐암 다음). 매년 약 120만 건의 새로운 전립선암 사례가 진단되고, 매년 35만 명 이상의 사람들이 이 질병으로 사망한다. 남성 8명 중 1명은 평생 동안 전립선암 진단을 받으며, 약 40명 중 1명은 이 질병으로 사망한다. 전립선암 발생률은 나이가 들수록 증가한다. 이로 인해 전립선암 발생률은 일반적으로 기대 수명이 길고 국내총생산 및 인간 개발 지수가 높은 지역에서 더 높다. 호주, 유럽, 북미, 뉴질랜드 및 남미 일부 지역에서 발생률이 가장 높다. 남아시아, 중앙아시아 및 사하라 이남 아프리카는 전립선암 발생률이 가장 낮지만, 이 지역에서도 발생률이 빠르게 증가하고 있다. 전립선암은 전 세계 국가의 절반 이상에서 남성에게 가장 흔하게 진단되는 암이며, 약 4분의 1 국가에서 남성 암 사망의 주요 원인이다.
전립선암은 40세 미만에서는 드물며, 대부분의 사례는 60세 이상에서 발생한다. 평균 진단 연령은 67세이다. 전립선암으로 사망하는 사람들의 평균 연령은 77세이다. 전립선암 사례 중 소수만이 진단된다. 다양한 연령대에서 사망한 남성들의 부검 결과, 50세 이상 남성의 40% 이상에서 전립샘에 암이 발견되었다. 발생률은 나이가 들수록 증가하며, 80-89세에 부검된 남성의 거의 70%가 전립샘에 암을 가지고 있었다.

### 유전학
전립선암은 암 가족력이 있는 가족에게 더 흔하다. 1차 친척(아버지 또는 형제)이 영향을 받은 남성은 전립선암 발병 위험이 2배 이상 높으며, 1차 친척이 2명인 남성은 가족력이 없는 남성보다 위험이 5배 더 높다. 위험 증가는 일부 민족 집단에서도 나타나는데, 아프리카계 및 아프리카-카리브 혈통의 남성은 특히 고위험군이다. 이들은 전립선암 발생률이 높고, 더 어린 나이에 더 공격적인 전립선암이 발생한다. 대규모 전유전체 연관성 연구를 통해 전립선암 위험 증가와 관련된 100개 이상의 유전자 변이체가 확인되었다. 가장 큰 위험 증가는 BRCA2 (최대 8배 증가) 및 HOXB13 (3배 증가) 변이체와 관련이 있으며, 이들은 모두 DNA 손상 수선에 관여한다. BRCA1, ATM, NBS1, MSH2, MSH6, PMS2, CHEK2, RAD51D, PALB2를 포함하여 DNA 손상 수선에 관여하는 다른 유전자의 변이체 또한 전립선암 발병 위험 증가, 특히 조기 발병 전립선암과 관련이 있다. 또한, 암유전자 MYC 근처의 유전체 변이체도 위험 증가와 관련이 있다. 아프리카계 미국인에게 흔한 비타민 D 수용체의 단일염기 다형성 및 테스토스테론 합성 및 신호 전달에 관여하는 안드로겐 수용체, CYP3A4, CYP17의 변이체도 마찬가지이다. 알려진 유전자 변이체는 전립선암 사례의 약 25%를 유발하며, 조기 발병 전립선암의 40%를 포함하는 것으로 추정된다.

### 신체 및 생활 방식
키가 큰 남성은 전립선암 발병 위험이 약간 증가하며, 비만 남성도 마찬가지이다. 높은 혈중 콜레스테롤 수치도 전립선암 위험 증가와 관련이 있으며, 결과적으로 콜레스테롤 저하제인 스타틴을 복용하는 사람들은 진행성 전립선암 위험이 감소한다. 만성 염증은 다양한 암을 유발할 수 있다. 감염 (또는 기타 염증 원인)과 전립선암 사이의 잠재적 연관성은 연구되었지만 확실하게 밝혀진 것은 없으며, 한 대규모 연구에서는 전립선암과 임질, 매독, 클라미디아 감염증, 또는 다양한 인유두종바이러스 감염력 사이에 연관성이 없음을 발견했다.
정기적인 격렬한 운동은 진행성 전립선암 발병 가능성을 줄일 수 있으며, 몇 가지 식이 개입도 마찬가지이다. 십자화과 채소 (특정 잎채소, 브로콜리, 콜리플라워), 생선, 제니스테인 (콩에서 발견됨), 또는 라이코펜 (토마토에서 발견됨)이 풍부한 식단을 섭취하는 사람들은 증상이 있는 전립선암 위험이 감소한다. 반대로, 높은 수준의 식이 지방, 다환 방향족 탄화수소 (붉은 고기 요리에서), 또는 칼슘을 섭취하는 사람들은 진행성 전립선암 발병 위험이 증가할 수 있다. 셀레늄, 비타민 C, 비타민 D, 비타민 E를 포함한 여러 식이 보충제는 전립선암 위험에 영향을 미치지 않는 것으로 연구 결과 밝혀졌다.

## 특수 집단
트랜스젠더 여성 및 젠더 비순응자는 전립샘이 있는 경우 전립선암에 걸릴 수 있다. 트랜스젠더 호르몬 치료 또는 성전환 수술을 받은 사람들은 비슷한 연령의 시스젠더 남성에 비해 전립선암 발병 위험이 감소한다. 이 그룹의 선별 검사는 복잡하다. 트랜스젠더 여성은 테스토스테론 수치 감소로 인해 시스젠더 남성보다 PSA 수치가 낮을 수 있기 때문이다. PSA 수치가 1 ng/mL를 초과하는 것은 일반적으로 젠더 치료 전문가들에 의해 비정상으로 간주된다. 전립샘의 직장 수지 검사는 질성형술을 받은 트랜스젠더 여성에게서 종종 불가능한데, 이는 새로운 질의 길이와 경직성으로 인해 직장에서 전립샘 접근이 방해될 수 있기 때문이다.

## 역사

찰스 허긴스

전립선 종괴는 1817년 영국 외과의사 조지 랭스태프가 68세에 하체 통증과 배뇨 문제로 사망한 남성의 부검 후 처음 기술했다. 1853년 런던 병원의 외과의사 존 아담스는 배뇨 문제로 사망한 남성의 또 다른 전립샘 종양을 기술했다. 아담스는 병리학자에게 종양을 검사하도록 하여 전립샘의 암성 종양에 대한 첫 번째 확인된 사례를 제공했다. 이 질병은 처음에는 드물게 기술되었다. 1893년 보고서에 따르면 의학 문헌에서 단 50건의 사례만이 기술되었다. 19세기 말경에는 요폐색을 완화하기 위한 전립샘 수술이 더 흔해져 외과의사와 병리학자가 제거된 전립샘 조직을 검사할 수 있었다. 그 당시의 두 연구에서는 수술 검체 중 최대 10%에서 암이 발견되어 전립선암이 전립샘 비대의 상당히 흔한 원인임을 시사했다.
20세기 대부분 동안 전립선암의 주요 치료법은 전립샘을 제거하는 수술이었다. 회음부 전립샘 절제술은 1904년 존스 홉킨스 병원의 휴 H. 영에 의해 처음 시행되었다. 영의 방법은 요폐색 증상을 완화하기 위해 주로 시행되었으며 널리 퍼진 표준이 되었다. 1931년에는 새로운 수술 방법인 경요도 전립샘 절제술이 개발되어 증상 완화를 위한 회음부 전립샘 절제술을 대체했다. 1945년 테렌스 밀린은 치골후 전립샘 절제술 접근법을 기술했으며, 이는 질병 범위를 병기화하는 데 도움이 되는 골반 림프절에 대한 접근을 용이하게 하고 외과의사가 배우기 쉬웠다. 이는 패트릭 C. 월시가 1983년에 전립샘 근처의 신경 손상을 피하고 발기 기능을 보존하는 치골후 전립샘 절제술 접근법을 기술함으로써 개선되었다.
전립선암에 대한 방사선 치료는 20세기 초반에 간헐적으로 사용되었으며, 종양 크기와 관련 증상을 줄이기 위해 요도 또는 직장에 라듐을 삽입했다. 1950년대에는 더 강력한 방사선 기계의 출현으로 외부 방사선 치료가 전립샘에 도달할 수 있게 되었다. 1960년대에는 치료 효과를 높이기 위해 호르몬 요법과 병행되는 경우가 많았다. 1970년대에는 윌렛 휘트모어가 아이오딘-125 바늘을 전립샘에 직접 삽입하는 개복 수술 기술을 개척했다. 이는 1983년 헨릭 H. 홀름이 경직장 초음파를 사용하여 방사성 물질 삽입을 유도함으로써 개선되었다.
고환(및 고환에서 분비되는 호르몬)이 전립샘 크기에 영향을 미친다는 관찰은 18세기 후반 동물 거세 실험을 통해 이루어졌다. 그러나 다음 세기 동안의 간헐적인 실험은 혼합된 결과를 낳았는데, 이는 전립샘 종양과 양성 전립샘 비대증으로 인한 전립샘 비대를 구별할 수 없었기 때문일 가능성이 높다. 1941년 찰스 허긴스와 클라렌스 V. 호지스는 외과적 거세 또는 경구 에스트로겐을 사용하여 안드로겐 수치를 줄이고 전립선암 증상을 개선하는 두 가지 연구를 발표했다. 허긴스는 이 발견으로 1966년 노벨 생리의학상을 수상했는데, 이는 전립선암에 대한 최초의 전신 치료법이었다. 1960년대 대규모 연구에서는 에스트로겐 요법이 전립선암 치료에 외과적 거세만큼 효과적이지만, 에스트로겐 요법을 받는 환자는 혈전 위험이 증가하는 것으로 나타났다. 1980년대까지 안제이 W. 섈리의 GnRH 연구는 GnRH 작용제 개발로 이어졌으며, 이들은 혈전 위험 증가 없이 에스트로겐만큼 효과적인 것으로 밝혀졌다. 섈리는 GnRH 및 전립선암에 대한 그의 업적으로 1977년 노벨 생리의학상을 수상했다.
전립선암에 대한 전신 화학요법은 1950년대부터 연구되어 왔지만, 임상 시험에서 대부분의 약물 치료 환자에게서 이점이 나타나지 않았다. 1996년 미국 식품의약국은 거세 저항성 전립선암 환자에게 전신 화학요법제 미톡산트론을 승인했는데, 이는 생존율을 높이지는 못했지만 증상을 개선하는 것으로 나타난 시험 결과를 바탕으로 했다. 2004년에는 도세탁셀이 거세 저항성 전립선암 환자의 생존율을 높이는 최초의 화학요법제로 승인되었다. 2015년 추가 임상 시험 후, 도세탁셀 사용은 거세 민감성 전립선암 환자에게까지 확대되었다.

## 사회와 문화
전립선암 선별검사 및 인식은 2000년대 초반부터 9월의 전립선암 인식의 달과 11월의 모벰버를 통해 널리 홍보되었다. 그러나 인터넷 검색 분석 결과, 이 두 행사 모두 전립선암에 대한 관심이나 논의 수준을 크게 변화시키지 못했으며, 이는 더 오래된 유방암 인식의 달과는 대조적이다.

## 연구
전립선암은 진행 중인 연구의 주요 주제이다. 2016년부터 2020년까지 전립선암 연구에 12억 6천만 달러 이상이 투자되었으며, 이는 전 세계 암 연구 기금의 약 5%에 해당한다. 이는 전립선암을 암 사망자당 자금 지원 면에서 18가지 일반적인 암 유형 중 10위, 손실된 장애 보정 생명년당 자금 지원 면에서 9위에 올렸다.
전립선암 연구는 질병의 여러 측면을 테스트하기 위해 여러 실험실 모델에 의존한다. 여러 전립샘 불멸화 세포주가 널리 사용되며, 고전적인 세포주인 DU145, PC-3, LNCaP 외에도 최근의 세포주인 22Rv1, LAPC-4, VCaP, 그리고 MDA-PCa-2a 및 -2b가 있다. 전립샘의 더 복잡한 모델을 필요로 하는 연구는 오가노이드를 사용한다 – 인간 전립샘 종양 또는 줄기세포에서 성장할 수 있는 전립샘 세포 집합체이다. 종양 성장 및 전이 모델링에는 모델 생물이 필요하며, 일반적으로 쥐가 사용된다. 연구자들은 인간 전립샘 종양을 면역 결핍 쥐에게 외과적으로 이식하거나 (환자 유래 이종 이식이라고 불리는 기술), 유전공학을 통해 쥐에게 전립샘 종양을 유도할 수 있다. 이러한 유전공학 쥐 모델은 일반적으로 Cre 재조합효소 시스템을 사용하여 전립샘 세포에서 종양 억제 유전자를 파괴하거나 암유전자를 특이적으로 활성화한다.
2024년 기준 사정 빈도와 전립선암 위험 사이의 관계를 탐구하는 연구는 결론이 나지 않았으며, 연령, 비뇨기 건강 및 생활 방식이 고려해야 할 중요한 요소이다.